# ARGO S.p.A.
ARGO SpA je italijansko holdniško podjetje, ki ima v lasti več proizvajalcev kmetijskih storjev. Podjetje ARGO je ustanovil Valerio Morra leta 1980, ko je prevzel podjetje MBS S.p.A.. Leta 1987 je prevzel podjetje Pegoraro iz Vicenze, leta 1989 je kupil 66% podjetja Landini od Massey Fergusona, leta 1995 je sledil prevzem podjetja Valpadana, kasneje pa še S.E.P. in Laverde. Leta 2001 so kupili še McCormick Tractors.
Podjetje ARGO je v lasti družine Morra. 

## Blagovne znamke
- Landini
- McCormick
- Valpadana
- S.E.P.
- Pegoraro